# Pinnisjoch
Pinnisjoch - rozłożysta przełęcz w Stubaier Alpen o wysokości około 2380 m n.p.m. oddzielająca szczyt Habicht (3277 m n.p.m.) od odchodzącej od niego na północny wschód wybitnej grani Serleskamm oddzielającej doliny Pinnistal i Gschnitztal.  

## Turystyka
Przełęcz stanowi dość dogodne połączenie między dolinami Pinnistal i Gschnitztal.  Na przełęcz z obydwu dolin prowadzą znakowane ścieżki.  Podejście z doliny Gschnitztal: 3:30 - 4 h, bez trudności lecz dość mozolnie.  Podejście z doliny Pinnistal od schroniska Pinnisalm: 2:45 h, bez trudności.  
W pobliżu przełęczy, około 100 m od niej, nieco poniżej grani, po stronie doliny Gschnitztal znajduje się schronisko Innsbrucker Hütte (2369 m n.p.m.)
Przełęcz i położone w jej bezpośrednim sąsiedztwie schronisko stanowią punkt wyjścia dla osób udających się na dominujący nad okolicą wybitny szczyt Habicht (3277 m n.p.m.). 

## Mapy
- Kompass Wanderkarte, no. 83 Stubaier Alpen, skala 1 : 50 000,
- Kompass Wanderkarte, no. 36 Innsbruck - Brenner, skala 1 : 50 000,

## Literatura
- Klier W.: Alpenvereinsführer Stubaier Alpen, Bergverlag Rudolf Rother, München, (2006), ISBN 3-7633-1271-4.